# Mary Alexander
Mary Spratt Provoost Alexander (16 d'abril de 1693 – 18 d'abril de 1760) va ser una comerciant colonial influent de Nova York.

## Joventut
Maria va néixer a Nova York el 16 d'abril de 1693. Era la filla de John Spratt (c. 1650-1697) i Maria de Peyster (1659-1700), que eren tots dos de famílies prominents de l'època colonial de Nova York. El seu pare, John Spratt, havia nascut a prop de Glasgow, Escòcia, i esdevingué un comerciant de Nova York i un orador per de l'assemblea irregular durant la Rebel·lió de Leisler en 1689.
La seva mare, Maria de Peyster, procedia d'una respectada família neerlandesa d'orfebres. Entre els germans de la seva mare hi havia Abraham de Peyster, el 20è alcalde de Nova York; Johannes de Peyster, el 23è alcalde de Nova York, i Elizabeth de Peyster, que es va casar amb John Hamilton, governador provincial de Nova Jersey. La seva mare es va casar primerament amb Paulus Schrick i, posteriorment, es va tornar a casar amb John Spratt el 1687. Després de la mort d'Spratt el 1697, es va tornar a casar amb un David Provoost (1670-1724), un comerciant d'Huguenot, ascendent neerlandès que també va ser alcalde de la ciutat de Nova York, el 24è. Després de la mort de la mare de Mary el 1700, els nens Spratt van anar a viure amb l'àvia materna. El seu avi matern va ser Johannes de Peyster Sr. (c. 1600-c. 1685), un comerciant holandès que va emigrar a Nova Amsterdam.

## Carrera
La vida de Mary es dividia entre ocupar-se de la seva família que creixia, continuar amb les empreses mercantils de Provoost i donar suport a la carrera política del seu marit. Mary va tenir un paper fonamental en el cas de John Peter Zenger. Va viatjar a Filadèlfia i va convèncer el prominent advocat Andrew Hamilton perquè representés Zenger en el seu cas de difamació de Nova York.
Sota el seu lideratge, el negoci de Provoost va créixer molt. Importava mercaderies a gran escala de manera que es deia que tant bon punt un vaixell atracava a Nova York ella es feia amb les mercaderies. Va vendre aquests productes a la seva pròpia botiga i, durant les guerres Franco-índies, va subministrar l'expedició de William Shirley a Niagara amb aliments, eines, canons i vaixells. El 1743 la seva fortuna es va estimar en 100.000 lliures, mentre ella i la seva família vivien en una mansió a Broad Street. Un dels seus fills, William Alexander, Lord Stirling, es va convertir en el seu soci comercial.
Els documents d'Alexander es conserven a la Biblioteca de la Societat Històrica de Nova York amb els registres del negoci mercantil.

## Família
El 15 d'octubre de 1711, Mary Spratt, de disset anys, es va casar amb Samuel Provoost (d. 1719), un germà menor del tercer marit de la seva mare. Samuel Provoost era mercader, importador de productes secs i agent immobiliari. Mary va invertir la seva herència en la seva empresa comercial. Va tenir tres fills amb Provoost: Maria Provoost (1712-1713), que va morir jove; David Provoost (1715-1741), i John Provoost (1714-1767), que es va casar amb Eva Rutgers (1719-1788), filla d'Harman Rutgers i tia d'Henry Rutgers, el 1741.
El 5 de juny de 1721 Mary Spratt Provoost es va casar amb James Alexander (1691-1756), prominent advocat i polític. Alexander va emigrar a Amèrica el 1715 i va fer-se un dels principals advocats de la ciutat de Nova York. Mary Alexander va tenir set fills amb el seu segon marit: Mary Alexander II (1721-1767), que es va casar amb Peter Van Brugh Livingston (1710-1792), fill de Philip Livingston i germà del governador William Livingston, el 1739; James Alexander (1723-1731), que va morir jove; William Alexander (1725-1783), que el 1748 es va casar amb Sarah Livingston (1725-1805), una filla de Philip Livingston; Elizabeth Alexander (1726-1800), que es va casar amb John Stevens (1715-1792), el vicepresident del Consell Legislatiu de Nova Jersey; Catherine Alexander (1727-1801), que es va casar amb Walter Rutherfurd (Escòcia, 1958 - 1804); Anna Alexander (1731-1736), que va morir jove, i Susannah Alexander (1737-1777), que es va casar amb John Reid (1721-1807), un general de l'exèrcit britànic i fundador de la càtedra de música de la Universitat d'Edimburg. Alexander va morir el 18 d'abril de 1760. Va ser enterrada juntament amb el seu marit a la tomba de la família a la Trinity Church, a Wall Street. És indicatiu de la seva influència social que participessin en el seu funeral els governadors de Nova York i Nova Jersey.

### Descendència
Maria era originalment un membre de l'Església Reformada Neerlandesa, però més tard es va unir a l'església anglicana. El seu fill Joan va ser el pare de Samuel Provoost (1742-1815), primer bisbe episcopal protestant de Nova York. A través de la seva filla Mary va ser àvia de dotze nets, entre ells Philip Peter Livingston (1740–1810).
El seu fill William va tenir tres fills, William Alexander, Mary Alexander, que es va casar amb un ric comerciant anomenat Robert Vats de Nova York, i Catherine Alexander, que es va casar amb el congressista William Duer (1747–1799).
Va ser l'àvia de John Stevens III (1749-1838), fill de la seva filla Elizabeth, advocat, enginyer i inventor que va construir la primera locomotora de vapor dels Estats Units i el primer ferri de vapor, i Mary Stevens (morta el 1814), que va casar el canceller Robert Livingston, negociador de la Compra de la Louisiana.
Va ser l'àvia de John Rutherfurd (1760-1840), fil de la seva filla Catherine, un membre federalista del Senat dels Estats Units de Nova Jersey que va servir des de 1791 fins a 1798. Estava casat amb Helena Magdalena Morris (1762-1840), filla del congressista Lewis Morris de Morrisania.